# أبو القاسم قزيط
أبو القاسم قزيط مفكر سياسي وكاتب ليبي.

## حياته
وُلد في مصراته، كان اعلامي لبرنامج (برنامج مرايا النفس) في قناة مصراتة. كما توجه عدد من كتلة نواب مصراتة إلى المملكة المغربية للقاء رئيس برلمان طبرق عقيلة صالح بناء على دعوة من الحكومة المغربية التي يسيطر عليها حزب العدالة والتنمية الذراع السياسي لجماعة الأخوان المسلمين بالمغرب، وفد نواب مصراتة المتجه إلى المغرب يتكون من سليمان الفقيه ومحمد الرعيض إضافة إلى فتحي باشاغا لمناقشة آلية تعديل المجلس الرئاسي واتفاق الصخيرات.

## مناصب
- نائب المجلس الأعلى للدولة.[3][4]
- وعضو تجمع نواب مصراتة.[5]